# Arne Hellberg
Gustav Arne Hellberg, född 13 mars 1920 i Torshälla landsförsamling, Södermanlands län, död 21 juni 1977 i Skrea församling, Hallands län
,, var en svensk friidrottare (diskuskastning). 
Hellberg vann SM-guld i diskus 1945 och blev femma i EM 1950. Han tävlade för Solna IF och
hans personbästa i diskus var 48,67 meter, och i kula 14,87. Han är stor grabb nummer 268 inom svensk friidrott.